# Pinkpop 1994
Pinkpop 1994 was de 25e editie van het Nederlands muziekfestival Pinkpop en de zevende in Landgraaf. Het festival telde ruim 70.000 bezoekers, waaronder ruim 25.000 kampeerders. Dit zilveren jubileum werd gezien als een groot succes maar daarna stelde de organisatie, vanwege het comfort, wel het maximumaantal bezoekers bij op 60.000. Voor het eerst vond Pinkpop plaats op beide Pinksterdagen.

## Optredens

### zondag
Rocking Kolonia:
- Gorefest
- Chris Isaak
- Richard Thompson & Band
- Prong
- The Posies
- Senser
- Nemo

### maandag
noordpodium:
- Galliano
- Charlatans
- Cracker
- Dulfer
- The Prodigal Sons

zuidpodium:
- The Orb
- Rage Against the Machine
- Björk
- The Smashing Pumpkins
- Crowded House
- Urban Dance Squad
- The Breeders
- Soul Asylum
- Therapy?
- The Afghan Whigs
- Levellers
- Morphine
- Daryll-Ann